# Kromgarvning
Kromgarvning är den vanligaste metoden för att industriellt garva djurhud till läder. Fördelen med att använda krom vid garvning är att det är en snabb och billig metod som ger ett mjukt, töjbart och vattentåligt läder som kan färgas. Metoden uppfanns 1878 av tysken Heinzerling.
Vid garvning används trevärt krom (Cr2O3). Krom har negativa effekter på människan och miljön, och därför innebär kromgarvning risker för miljön, i synnerhet i de fall där garveriernas avfallshantering är undermålig. Likt nickel kan kromgarvat läder ge allergiska reaktioner vid kontakt. 
Kromskinn bör sorteras som miljöfarligt avfall, för om ett kromskinn garvat med trevärt krom placeras i deponi och förbränns så övergår det i sexvärt krom vilket är sämre för naturen än trevärt krom.